# Agents of the Underground
Agents of the Underground è il settimo album del gruppo punk rock Strung Out, pubblicato il 29 settembre 2009 dalla Fat Wreck Chords, ascoltabile però dal 21 settembre in streaming sul MySpace del gruppo. L'album è prodotto da Cameron Webb e masterizzato da Brad Vance.
Con questo nuovo disco, il gruppo festeggia il 20º anno di attività nella scena punk. Il 28 agosto è uscito, disponibile per il download, il primo singolo Black Crosses. Dal 27 settembre è possibile scaricare anche la traccia Vanity dal sito della Fat Wreck Chords.

## Tracce
1. Black Crosses – 3:40
2. Carcrashradio – 2:46
3. The Fever and the Sound – 3:40
4. Heart Attack – 3:12
5. Vanity – 3:36
6. Ghetto Heater – 3:28
7. Agents of the Underground – 3:30
8. Nation of Thieves – 3:06
9. Jack Knife – 2:29
10. Dead Spaces – 3:40
11. Andy Warhol – 3:22

## Formazione
- Jason Cruz - voce
- Jake Kiley - chitarra
- Rob Ramos - chitarra
- Chris Aiken - basso
- Jordan Burns - batteria